# Gian Giacomo Dolcebuono
Giovanni Giacomo Quadri genannt Dolcebono (* vor 1450 in Lugano ?; † nach September 1504 in Mailand ?) war ein italienischer Bildhauer, Architekt und Ingenieur der Renaissance.

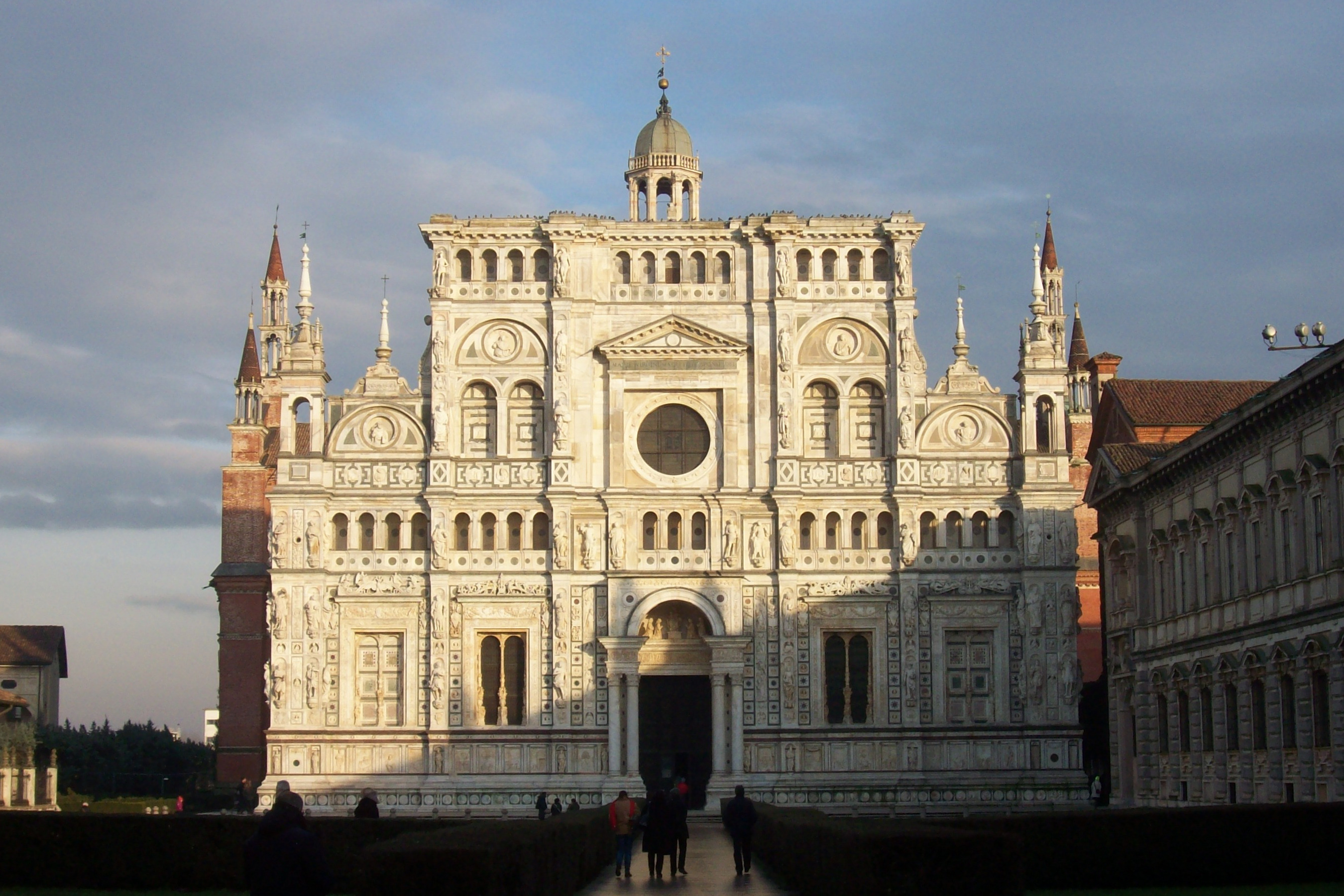
Die Fassade der Certosa di Pavia

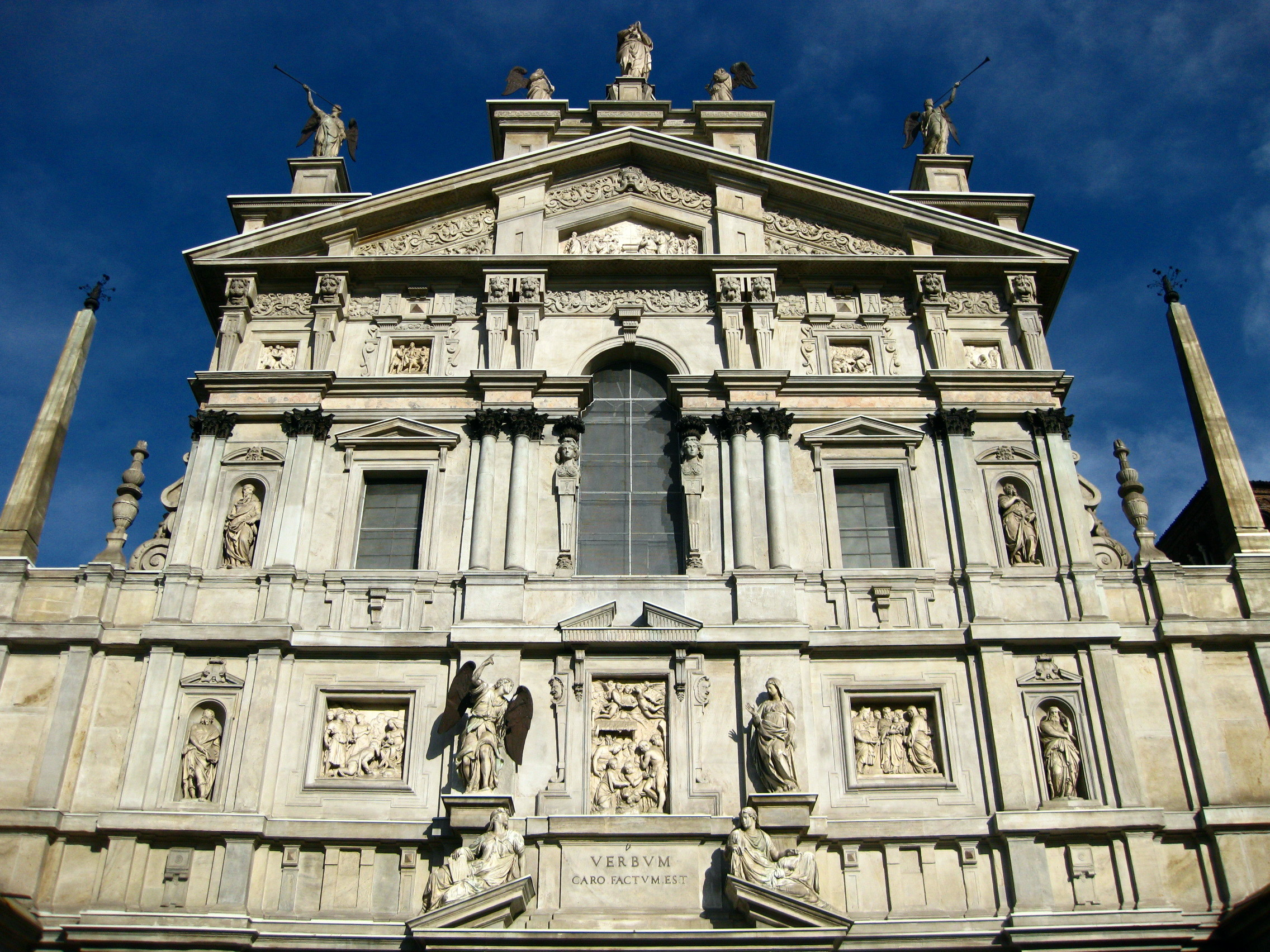
Kirche Santa Maria dei Miracoli presso San Celso

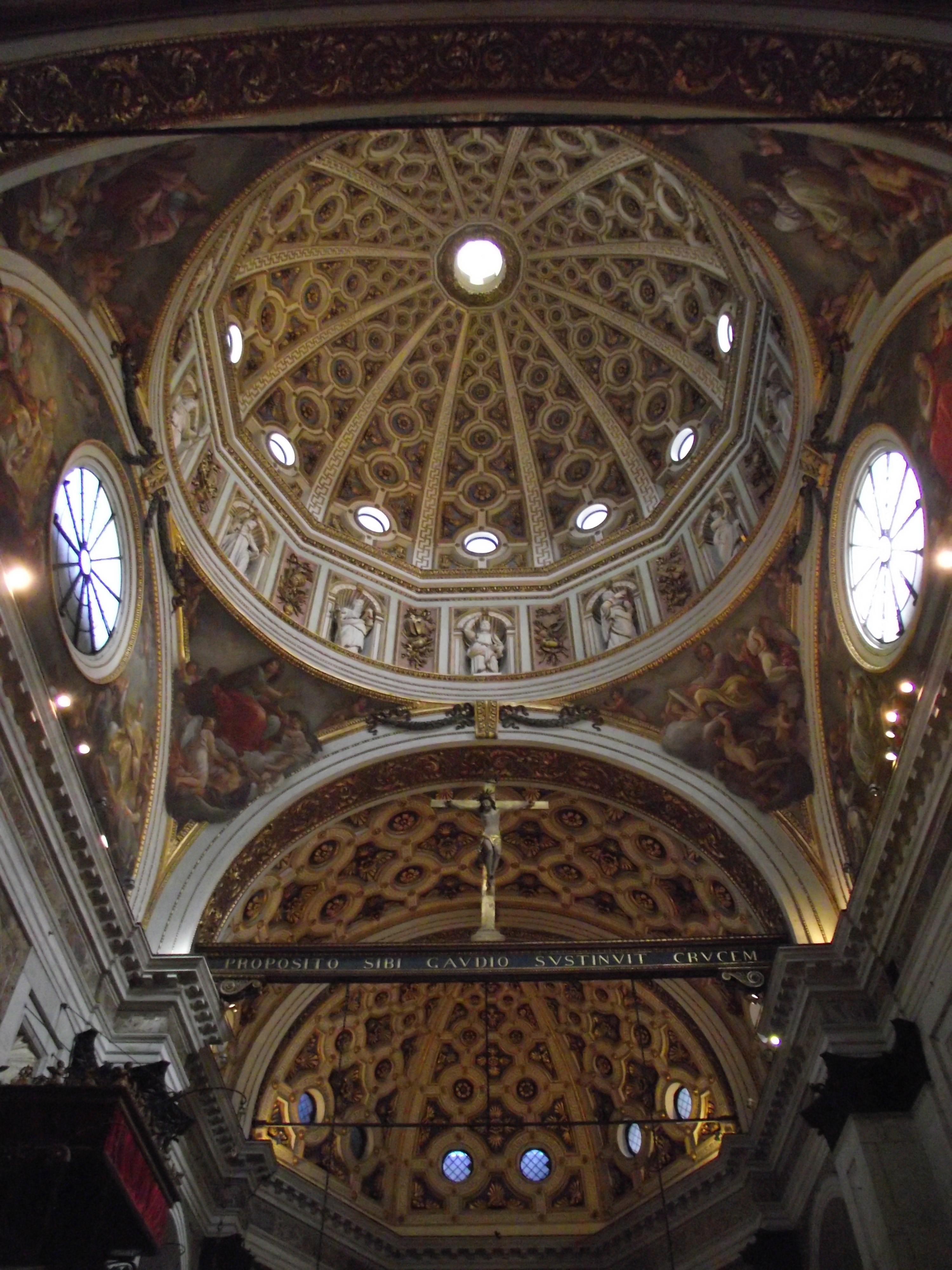
Gewölbe des Presbyteriums und Kuppel

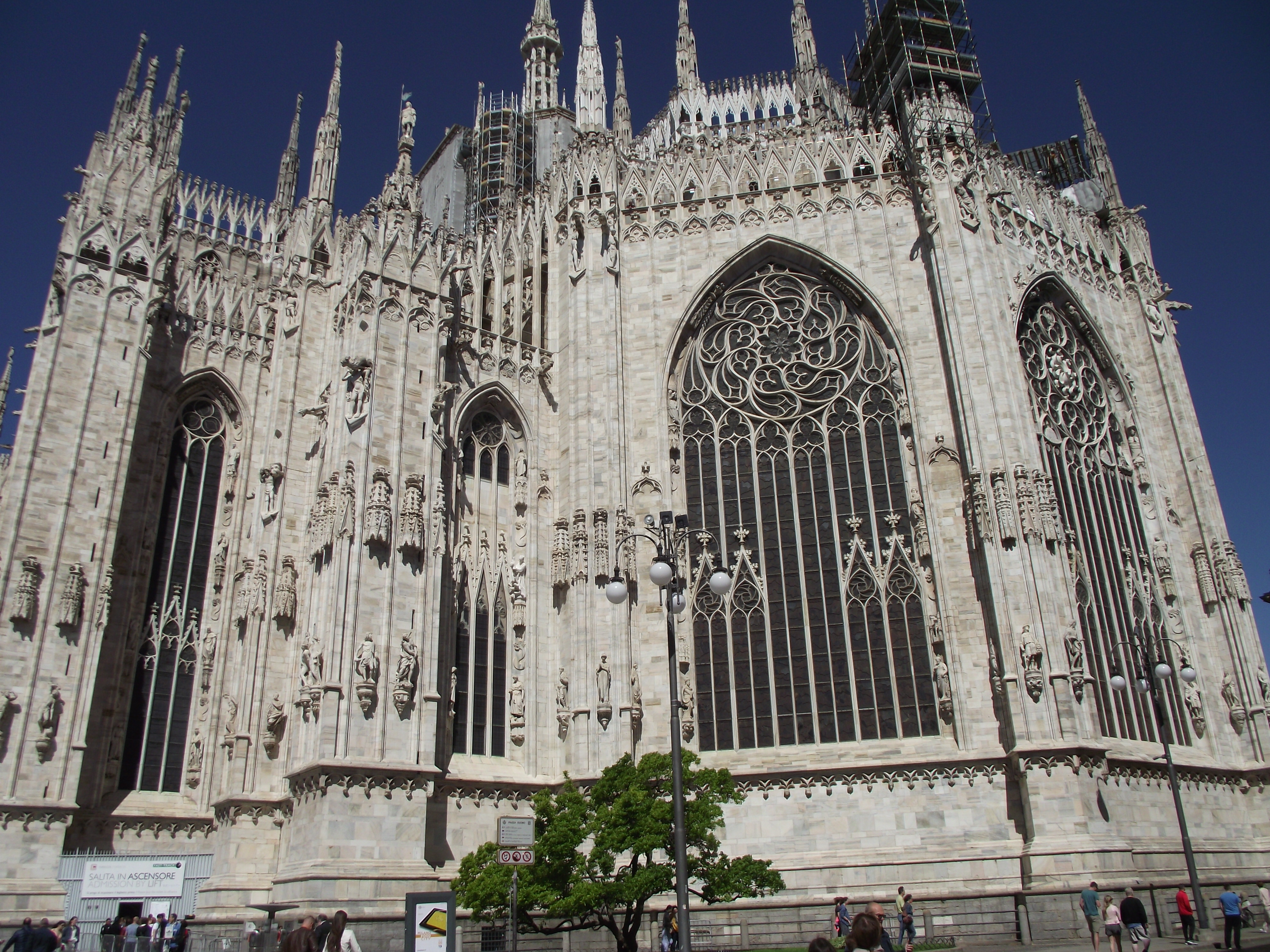
Mailänder Dom, Außenansicht der Apsis.

## Leben
Giovanni Giacomo Quadri wurde wahrscheinlich in Lugano oder in Mailand kurz vor 1450 als Sohn von Ambrogio geboren. Er absolvierte eine Steinmetzlehre bei Giovanni Solari in der Fabbrica del duomo, wie 1467 dokumentiert ist. Er wurde 1471 als Steinmetz im Mailänder Dom erwähnt und war 1472 einer der Meister, die für die Ornamente des Josefsaltars verantwortlich waren, mit deren Ausführung Guiniforte Solari betraut worden war, der wahrscheinlich Giovanni Antonio Amadeo mit der Ausführung des Modells beauftragte. Dolcebuono wurde für sechzehn Tage Arbeit in mensurando et designando maiestatem altaris bezahlt. Diese Angabe scheint sich nicht auf die Ausführung des Projekts zu beziehen, auch nicht auf die einfache Zeichnung des Umrisses eines Altarbildes an der Wand, sondern kann sich angesichts der Anzahl der Arbeitstage auf die tatsächliche Aufstellung einer Maestà aus Marmor beziehen.
Im Jahr 1473 unterzeichnete er einen Vertrag über die Zusammenarbeit mit Lazzaro Palazzi, Giovanni Antonio Amadeo, Giovanni Antonio Piatti und Angelo da Lecco, in Erwartung von Angeboten für Arbeiten an der Fassade der Certosa di Pavia und im gesamten Gebiet der Sforza. Im selben Jahr war er mit einem garzono und einem höheren Gehalt an der Ausschmückung der Kapelle von San Celso in Mailand beteiligt, an der auch Lazzaro Palazzi mitwirkte. Im Jahr 1474 erscheint er als Steinmetz als Zeuge bei einem Grundstücksverkauf des Kartäuserklosters in Pavia und bei einem Streit mit den Nonnen des Klosters Maggiore in Mailand, das an sein Haus angrenzte, über Probleme im Zusammenhang mit dessen Stabilität, die von Giovanni und Guiniforte Solari beigelegt wurden. Die Versöhnung fand erst 1493 statt.
Das Fehlen von Belegen für diese Jahre, abgesehen von der übermäßig langen Tätigkeit für die Ausschmückung der Kapelle von San Celso und den nicht nachprüfbaren Berichten über Arbeiten im Kloster der Pusterla in Pavia und an der Terrakotta des großen Kreuzgangs des Kartäuserklosters der Certosa di Pavia, erlaubt es uns nicht, den Künstler zu verfolgen, außer in der Kontroverse, die ihn 1481 mit Giacomo Del Maino für die Wahl von Pietro Antonio Solari und Amadeo als Architekten der Fabbrica del duomo, erlaubt es uns nicht, den Künstler zu verfolgen, außer in der Kontroverse, die ihn 1481 mit Giacomo Del Maino für die Wahl von Pietro Antonio Solari und Amadeo als Architekten der Fabbrica del duomo und in dem unwirksamen Kooperationsvertrag mit Giovanni Maier für den Bau des Tiburios des Doms verband. Im Dezember 1488 wurde er zusammen mit Donato Bramante für eine Inspektion des Doms von Pavia pro modellis et designiis factis bezahlt. Der genaue Umfang der Arbeiten lässt sich nicht feststellen, aber man kann sicherlich die Zuverlässigkeit feststellen, die der Maestro unter den Ingenieuren der Sforza inzwischen angenommen hatte. Diese Funktion der Bauaufsicht übte er auch in Bezug auf die Kirche della Beata Vergine Incoronata von Lodi aus, wohin er im April 1489 zusammen mit Lazzaro Palazzi gerufen wurde, um die Fundamente und den Baubeginn der Kirche zu überprüfen, und wo er blieb, um den Bau zu überwachen.
Die Kritiker sind sich fast einig, dass Giovanni Battaggio der Architekt des achteckigen Grundrisses und der unteren Anordnung der Kapellen ist, und Dolcebono der Architekt des oberen Teils des Gebäudes, der von zwei Gesimsen umschlossen wird und dessen Charakter sich vor allem in den Terrakotta-Elementen zeigt, die wahrscheinlich aus der Werkstatt desselben Meisters stammen; auch für den Glockenturm wird er als Urheber vermutet. In der Zwischenzeit wurde die Zusammenarbeit mit Amadeo immer intensiver, wie ihre gemeinsame Wahl am 13. April 1490 zum Architekten für den Bau des Tiburios des Mailänder Doms nach den erfolglosen Erfahrungen von Johannes Nexemperger aus Graz (1483–1486) und dem anschließenden Wettbewerb eindeutig belegt. Auf der Sitzung vom 27. Juni, an der Ludovico il Moro entscheidend mitwirkte, wurden nach Prüfung der Modelle von Francesco di Giorgio Martini, Simone de Sirtori, Giovanni Battaggio, Amadeo und Dolcebono letztere beauftragt, ein endgültiges Modell unter Beteiligung von Francesco di Giorgio Martini.

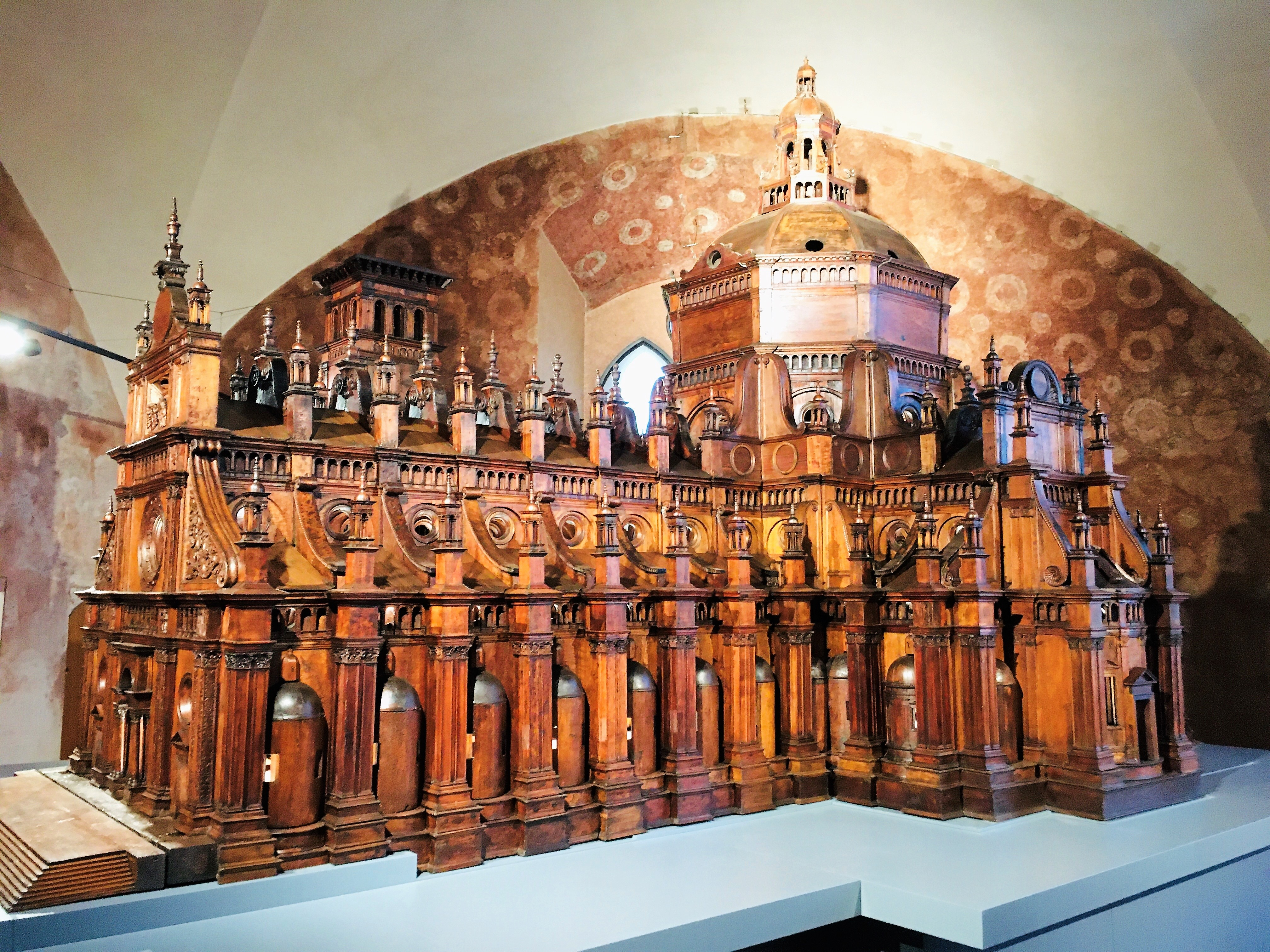
Stadtmuseen von Pavia, Modell der Dom von Pavia, geschnitzt aus Zypressen-, Eichen- und Nussbaumholz, das an Gian Pietro Fugazza ab 1497 zugeschrieben wird, basierend auf dem Entwurf von Giovanni Antonio Amadeo und Gian Giacomo Dolcebuono. Hergestellt von dem Schnitzer Cristoforo Rocchi († 1497)

Die Bauarbeiten, die am 11. September begannen, erfolgten auf der Grundlage des von den beiden lombardischen Architekten beibehaltenen solaren Ansatzes, abgesehen von den von Francesco di Giorgio vorgeschlagenen Neuerungen. Die Arbeiten, die am 24. September 1500 abgeschlossen wurden, lassen sich durch die Lektüre der Meisterbücher 841–850 nachvollziehen, aus denen hervorgeht, dass Dolcebono genauso bezahlt wurde wie Amadeo und sich hauptsächlich mit der Bewertung und Lieferung von Marmor und anderen Materialien beschäftigte, also mit den üblichen Tätigkeiten von Domingenieuren, mit häufigen Reisen zu den Steinbrüchen von Candoglia, Fraktion der Gemeinde Mergozzo, wie am 24. Mai 1490 mit Antonio Briosco (Meisterbuch 841), mit Inspektionen, der Einstellung und Entlassung von Arbeitern. In der Zwischenzeit beteiligte sich Dolcebono an anderen Arbeiten für Fabbrica-Besitztümer, wie zum Beispiel einem Brunnen de Lamajera, Arbeiten in Camposanto, Reparaturen an Gebäuden in Cantù und Alessandria und Vimercate, Bau eines Hauses in Candoglia, Mietzahlungen und Kostenvoranschläge für Marmorverkäufe an Steinmetze, Privatpersonen und herzogliche Ingenieure. Im Jahr 1492 wurde er mit der Schätzung einer Orgel in der Kathedrale beauftragt; im folgenden Jahr, am 12. März, wurde er zusammen mit dem Ingenieur Bartolino de Braschis mit der Schätzung der Kosten für den Bau der neuen Kirche von Santa Tecla beauftragt. Am 1. August 1497 schätzte er mit Amadeo eine von Andrea Fusina geschaffene Statue.
Am 4. März 1497 wurden die Vertragsbedingungen für die Arbeiten am Tiburio der Kirche Santa Maria presso San Celso an Amadeo und Dolcebuono festgelegt, der wahrscheinlich im Januar 1495 erneut von der Fabbrica angestellt wurde. Die Übereinstimmung zwischen den festgelegten Normen und der Ausführung ist ziemlich getreu, abgesehen von einigen geringfügigen Abweichungen während der Arbeiten und der späteren Abtrennung der Kapitelle aus schwarzem Marmor der Säulen der äußeren Loggia, die in der Nähe des Eingangs zu San Celso eingemauert wurden. Am 8. Januar 1498 wurde Dolcebono auch mit der Gestaltung der Laterne beauftragt. In der Zwischenzeit setzte er seine Tätigkeit als Lieferant von lateribus seu lapidibus coctis laboratis für die Fabrik von Santa Maria presso San Celso fort, die wir im selben Tiburium finden, für dessen Verkleidung Dolcebono aus dem Kartäuserkloster in Pavia, wo er arbeitete, zurückgerufen wurde. Am 9. Oktober 1501 ordnete er die Öffnung der beiden großen Öffnungen unter den inneren Bögen des Tiburios von Santa Maria presso San Celso an. Die spätere Vergrößerung der Kirche, die 1513 mit der Hinzufügung von zwei Seitenschiffen, die durch einen Wandelgang verbunden sind, begann und an der Cristoforo Solari, Cesare Cesariano und Bernardo Zenale beteiligt waren, verdeckte weitgehend die Struktur des Dolcebonos, die noch in den geometrisch gerahmten Bögen der Außenwände des Kirchenschiffs zu erkennen sind, die über den Dächern der kleineren Schiffe und im Dachgeschoss auftauchen, wo sich Fragmente von zwei Terrakottagesimsen befinden, die horizontal entlang der Wand verliefen, sowie die Stümpfe von drei großen Säulen auf jeder Seite, die die Joche unterteilten und die halbkreisförmigen Kapellen abgrenzten.
Zwischen 1497 und 1498 wurde ein neues Modell der Dom von Pavia von Gian Pietro Fugazza nach einem Entwurf von Amadeo und Dolcebono angefertigt, die als Ingenieure angestellt wurden, wahrscheinlich um die Kontinuität des Baus zu gewährleisten. Der letzte Vertrag mit Dolcebono ist auf den 9. Februar 1498 datiert, und der Architekt erscheint zum letzten Mal am 9. April 1499 in der Dom von Pavia, als Zeuge für den Kauf von Marmor aus dem Steinbruch von Spiga bei Ornavasso. Die letzten Nachrichten über Dolcebuono beziehen sich noch auf seine Arbeit als Ingenieur bei der Fabbrica del Duomo, bei der er als Angestellter beschäftigt war. Am 23. Februar 1503 entschied sich eine Versammlung, die die antiken Entwürfe für das Tor in Richtung Compedo (Norden) prüfte, für ein Vestibül mit einer eleganten, schlanken Pyramide und beauftragte Dolcebuono und Amadeo mit der Anfertigung eines hölzernen Modells, das dem festgelegten Entwurf entsprach; eine ähnliche Aufgabe wurde Cristoforo Solari und Bartolomeo Briosco und Andrea Fusina anvertraut. Nach verschiedenen und gegensätzlichen Untersuchungen von Modellen und besonderen Kritiken an denen von Amadeo und Dolcebuono wegen angeblicher Messfehler, insbesondere von Andrea Fusina, wurde die Arbeit im folgenden Jahr unterbrochen, bis 1535, als die Diskussionen mit Cristoforo Lombardo und Cesariano wieder aufgenommen wurden. Dolcebono kümmerte sich jedoch weiterhin um Marmorlieferungen und -schätzungen und bot Ratschläge an, wie die Inspektion mit Amadeo am Naviglio della Martesana am 2. September 1503 und der Kostenvoranschlag für eine Marmorsäule, die am 14. Februar 1504 an Ambrogio da Lonate verkauft wurde, belegen.
Im Jahr 1500 wurde der Vater von Giovanni Ambrogio Dolcebuono, der als Bildhauer im Mailand tätig war.